# Eupithecia costipicta
Eupithecia costipicta es una especie de polilla de la familia Geometridae. La especie fue descrita por primera vez por William Warren habiendo sido descrita en 1893, con distribución en Asia. El holotipo de la especie fue descrita en los alrededores de Sikkim.

## Distribución
La especie se encuentra distribuida en Afganistán, Sikkim (India), y Hubei y Hunnan (China). El hábitat está formado por zonas montañosas a altitudes entre 2300 a 3500 metros (7545,9 a 11 482,9 pies).

## Descripción
Es una polilla mediana gris parduzco y una envergadura que puede llegar a 30 milímetros (1,2 plg), similar a otra especie de la región, E. spilocyma. Las alas cuentan con numerosas líneas indistintas oblicuamente sinuosas. El ala anterior cuenta con cinco manchas marrones en la costa y una mancha negra al final de la celda. Tiene una doble línea medial que se produce en un ángulo muy agudo alrededor de ella. El área exterior del ala se ve teñida de marrón, excepto justo debajo del ápice y en el medio. El ala trasera cuenta con mota de células. Ambas alas tienen una fina línea marginal negra.